# 2012: Ice Age
Série
2012 Supernova
(2009)
Pour plus de détails, voir Fiche technique et Distribution.
2012 : Ice Age (titre québécois : La Nouvelle ère de glace) est un film catastrophe américain réalisé par Travis Fort, sorti en 2011. Écrit par Paul Sinor et Victoria Dadi, le film raconte l'histoire de Bill Hart, interprété par Patrick Labyorteaux, qui joue le rôle d’un scientifique sauvant sa femme Teri (Julie McCullough (en)), leur fils Nelson (Nick Afanasiev), et leur fille Julia (Katie Wilson) d’un glacier recouvrant tous les immeubles de la ville de New York. Produit par David Michael Latt (en) du groupe de film indépendant « The Asylum », le film a été tourné en anglais en Californie (États-Unis) et diffusé le 28 juin 2011, sous le titre anglais : « 2012 : Ice Age » signifiant en français : « 2012 : L'Age de glace », puis est sorti en direct-to-video en France le 17 avril 2012. C'est le troisième et dernier film de la trilogie « 2012 » de The Asylum, qui sont des mockbusters du film 2012 de Roland Emmerich sorti en 2009.

## Synopsis
Le scientifique Bill Hart (Patrick Labyorteaux) dépose sa fille Julia (Katie Wilson) à l'aéroport pour New York. En Islande, le Dr. Divya (Chacko Vadaketh (en)), un ami scientifique de Bill Hart, survole en hélicoptère un glacier de plus de 300 km et voit que les volcans entrent en éruption. Le Dr. Divya appelle Bill pour l'en avertir, avant de perdre le contrôle de son hélicoptère et se crasher. Le glacier se déplace à 300 km/h vers le continent nord-américain, menaçant de heurter Boston puis New York.
Accompagné de son fils Nelson (Nick Afanasiev), Bill retourne à son bureau et se voit conseiller de quitter le Maine, menacé par la fonte du glacier et de fuir vers l'Ouest, pour éviter la destruction.
Bill passe prendre sa femme Teri (Julie McCullough (en)) au bureau du sénateur Hopper (Cedric Scott (en)) et va dans le Connecticut, à New York récupérer leur fille Julia au campus.
Des avions de chasse de l'US Air Force essayent de bombarder le glacier pour le briser, en vain.
Une tempête de neige tombe en plein été, obligeant les aéroports à fermer. Mais Bill percute une voiture abandonnée. Bill, Terri et Nelson continuent à pied par une température de -40 degrés, jusqu’à trouver une camionnette.
Julia et son ami Logan descendent dans le métro de New York. Logan et Julia marchent à l'intérieur du Tunnel Lincoln vers le New Jersey. Le glacier détruit Boston et fonce vers New York.
Dans le Connecticut, Bill rencontre Gary qui va en Californie. Il tente d'apaiser Gary avec de la nourriture, mais lorsque Gary menace la famille avec un revolver, Bill lui laisse la camionnette. Gary prend la camionnette et roule sur une rivière qui se fissure. La camionnette s’enfonce dans l’eau.
À pied, la famille Hart marche sur la rivière gelée et entre dans une maison apparemment vide. Les Harts rassemblent de la nourriture et s'habillent des manteaux, quand un jeune garçon demande de l’aide pour son père Gerald qui est coincé sous une étagère. Ils libèrent Gerald et qui leur offre de les emmener gratuitement en Floride. Mais Bill refuse, affirmant qu'ils doivent aller à New York pour trouver leur fille Julia. Bill et sa famille prennent l'avion léger de Gerald, volant dans la neige et les tornades.
À New York, Julia et Logan remontent à la surface, où un garde national leur dit de que la ville a été évacuée. Le garde les mène à un abri d'évacuation.
Les Hart assistent à la préparation des hélicoptères des Forces aériennes pour briser le glacier pour la deuxième fois. Lorsque l'avion est à court de carburant, Bill fait un atterrissage d'urgence. Peu de temps après la sortie de l'avion, il explose et un contrôleur aérien les conduit à un hangar.
Les Hart trouvent une voiture et quittent le hangar. Ils perçoivent le signal GPS du téléphone de Julia leur disant qu'elle est seulement à quelques kilomètres, et s’y dirigent. Julia et Logan restent à l'extérieur dans une ruelle. Les embouteillages les obligent à abandonner la voiture et la rechercher à pied. Julia retrouve sa famille. Les Hart et Logan montent dans la voiture et font route vers la statue de la Liberté du port de New York.
Lorsque le glacier s'approche, ils se cachent dans la statue de la Liberté. Les bombardiers lancent des missiles contre le glacier et arrivent enfin à le rompre. Quelques instants avant de se briser, le glacier recouvre la Statue de la liberté jusqu'au cou. Mais la famille Hart s’en sort indemne.

## Fiche technique
- Titre original : 2012: Ice Age
- Titre français : 2012 : Ice Age
- Titre québécois : La Nouvelle ère de glace
- Réalisation : Travis Fort
- Scénario : Paul Sinor et Victoria Dadi
- Photographie : Alexander Yellen
- Musique : Chris Ridenhour
- Direction artistique : Michael Stanislawski (en)
- Décors : Vicky Chan
- Distribution des rôles : Gerald Webb
- Costumes : Amber Hamzeh
- Montage : Ashley Carr
- Producteur : David Michael Latt (en)
- Société de production : The Asylum
- Société de distribution : 
  -  États-Unis : Asylum
  -  France : Omnitem Communications[7]
- Genre : Film catastrophe
- Format : Couleurs - 1.78 et 16/9 compatible 4/3, BD-25 - 35 mm - son Dolby Digital
- Pays d'origine :  États-Unis
- Langue : Anglais
- Budget : 250 000 $US
- Durée : 91 minutes
- Année de production : 2010 (tournage) - 2011 (post-production et finalisation)
- Dates de sortie : 
  - États-Unis 2012 : Ice Age : 28 juin 2011
  - Hongrie 2012: Jégkorszak : 1er septembre 2011
  - Japon Silent World 2012 : 6 janvier 2012  (DVD premiere)
  - France La Nouvelle ère de glace  : 17 avril 2012 (DVD title)

## Distribution
- Patrick Labyorteaux : Bill Hart
- Julie McCullough (en) : Teri Hart, la femme de Bill
- Nick Afanasiev : Nelson Hart, le fils
- Katie Wilson : Julia Hart, la fille
- Kyle Morris : Logan, le copain de Julia
- Gerald Webb : Gerald
- Chacko Vadaketh (en) : Divya, l’ami de Bill
- Cedric Scott (en) : Sénateur Hopper
- Ted Monte (de) : Gary
- Sean Cory : Lieutenant-colonel Sinor
- David Light (en) : Roy Larkings, l'ami de Bill
- Gerald Webb : Gerald
- Rae Latt : Un agent de sécurité de l'aéroport
- Wesley Waite : Wesley
- Darren Anthony Thomas : Un policier
- Andrew Pinon : Un garde national
- Jesse Daly : Josh

## Production

### Lieux de tournage
Le film a été tourné à Sanna Movie Ranch - Soledad Canyon (en) Road à Agua Dulce ainsi qu’au studio d'Asylum et au studio de Lacy à Los Angeles (Californie, États-Unis).

## Accueil

### Réception critique
La review aggregator Rotten Tomatoes rapporte une note moyenne de 1,7 / 5.
Le site Disaster Movie World  l'a évalué à 1/5 ou "Craptastic."